# قره‌بغاز
قَره‌بُغاز (به ترکمنی: Garabogaz، قارابوْغاز) به معنی تنگه بزرگ شهری در ترکمنستان است که در استان بلخان واقع شده‌است. این شهر ۶٬۸۹۵ نفر جمعیت دارد. نام این شهر تا سال ۲۰۰۲ بیک‌داش (Bekdaş) بود. 
شهر قره‌بغاز در باریکه‌ای واقع شده که تالاب خلیج قره‌بغاز را از دریای خزر جدا می‌کند. این شهر از نظر منابع کانی غنی است و یکی از معدود نقاطی در جهان است که کانسار سدیم سولفات به‌طور طبیعی و در مقادیر قابل برداشت تجاری وجود دارد.